# Mycena smithiana
Mycena smithiana är en svampart som beskrevs av Kühner 1938. Enligt Catalogue of Life ingår Mycena smithiana i släktet Mycena,  och familjen Mycenaceae, men enligt Dyntaxa är tillhörigheten istället släktet Mycena,  och familjen Favolaschiaceae. Arten är reproducerande i Sverige. Inga underarter finns listade i Catalogue of Life.